# 熊胆

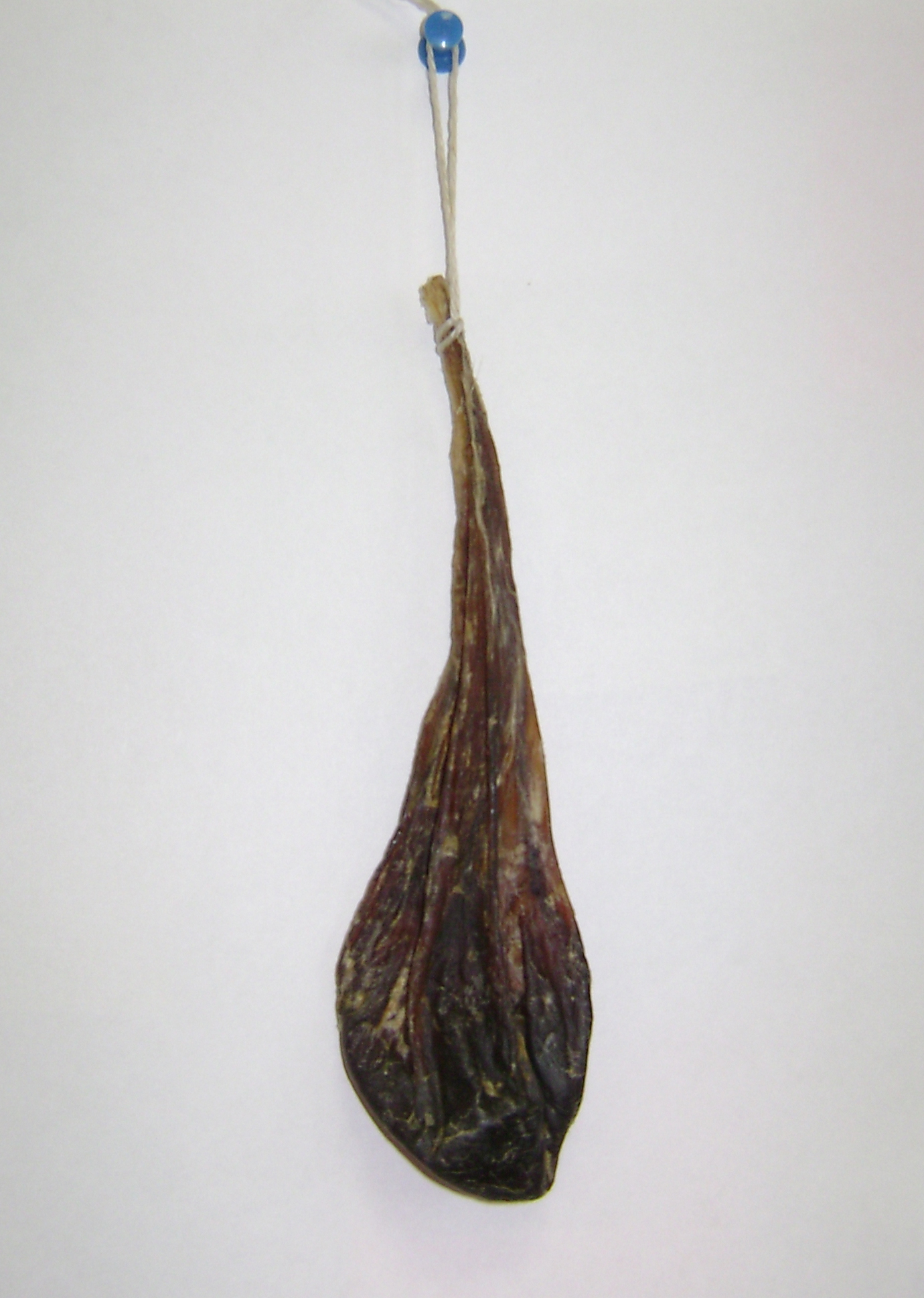
ロシア等で流通する熊胆。紐で縛るのは乾燥させる前に胆汁が漏れない様にする処置である。

熊胆（ゆうたん）は、クマ由来の動物性の生薬のこと。熊の胆（くまのい）ともいう。古来より中国で用いられ、日本では飛鳥時代から利用されているとされ、材料は、クマの胆嚢（たんのう）であり、乾燥させて造られる。健胃効果や利胆作用など消化器系全般の薬として用いられる。苦みが強い。漢方薬の原料にもなる。「熊胆丸」（ゆうたんがん）、「熊胆圓」（ゆうたんえん：熊胆円、熊膽圓）がしられる。
古くからアイヌ民族の間でも珍重され、胆嚢を挟んで干す専用の道具（ニンケティェプ）がある。東北のマタギにも同様の道具がある。
※熊胆（胆汁）を採取する畜産業は「熊農場」を参照。

## 日本の熊胆の歴史
熊胆の効能や用法は中国から日本に伝えられ、飛鳥時代から利用され始めたとされる熊の胆は、奈良時代には越中で「調」（税の一種）として収められてもいた。江戸時代になると処方薬として一般に広がり、東北の諸藩では熊胆の公定価格を定めたり、秋田藩では薬として販売することに力を入れていたという。熊胆は他の動物胆に比べ湿潤せず製薬（加工）しやすかったという。
熊胆配合薬は、鎌倉時代から明治期までに、「奇応丸」、「反魂丹」、「救命丸」、「六神丸」などと色々と作られていた（現代は、熊胆から処方を代えている場合がある。理由は後述）。また、富山では江戸時代から「富山の薬売り」が熊胆とその含有薬を売り歩いた。
昔から知られる熊胆の鑑定法、昔から知られる効能は、『一本堂薬選』に詳しい。

### クマノイの方言
青森津軽地方でも、西目屋村の目屋マタギは「ユウタン」、鰺ヶ沢町赤石川流域の赤石マタギは「カケカラ」と呼んだ。

### クマ由来の民間薬
熊胆に限らず、クマは体の部位の至る所が薬用とされ、頭骨や血液、腸内の糞までもが利用されていた。

## 成分

ウルソデオキシコール酸の構造式

主成分は胆汁酸代謝物のタウロウルソデオキシコール酸 (TUDCA) である。漢方薬として熊胆が珍重されている。
UDCAの他、各種胆汁酸代謝物やコレステロールなどが含まれている。
約20%の胆汁酸(ウルソデオキシコール酸、ケノデオキシコル酸、コール酸、デオキシコール酸、ヒヨデオキシコール酸）のタウリン、またはグリシンとの抱合体、胆汁色素、アミノ酸などを含有する。

## 日本での入手方法
古来、日本は熊胆を利用しつつもクマの個体数が維持されており、世界的にみても珍しい。
狩猟以外の場合は、通常、熊胆本体品は漢方薬局(漢方薬店)で入手する。インターネットなどで通信販売も行われているが、薬務行政からの許可なきものは医薬品医療機器等法に抵触する。
熊胆製品の形状は「熊胆原形」、「熊胆粉」、「熊胆配合製剤」などとなっており、配合製剤はドラッグストアなどでも売られている。

## 日本国内における規制
日本薬局方においては、「Ursus arctos Linné 又はその他近縁動物（Ursidae）の胆汁を乾燥したもの」がユウタンと定義され、日本国内ではエゾヒグマとニホンツキノワグマが用いられている。
医薬品医療機器等法に基づき、熊胆の加工（医薬品製造に該当）、販売・譲渡は、薬務行政から正式な認可・承認を受けることが必要となる。
なお熊胆の乾燥は比較的長期間に及び且つ保存のための手の込んだ特殊技術を要するので薬務当局からは製造行為の一環として規制の対象となる可能性あり。乾燥者およびその家中の者に限った完全自家消費の場合は特に乾燥・加工に際しての製造許可は要さない。

## 海外取引における規制
ツキノワグマやヒグマなど全てのクマ科はワシントン条約により規制されており、カナダ・ロシアなどの輸出国による輸出許可書がない限り国際取引は禁止されている。
海外旅行での取得の際には輸出国で所定の手続きを取らねばならないとされている
。

## その他
- 近年[いつ?]、日本では狩猟者が減少していることや、乾燥技術の伝承が絶たれていることなどから、熊胆の流通量が減り、取引価格が上昇している。このため、中国などから輸入されている[15](中国は生産量の一割を消費し、韓国・日本に対する供給国とされる[16])。
- クマはワシントン条約により取引が規制されているが、現実には日本国内での生産量と流通量に隔たりがあり、中国などから密輸が行われていると推定されている[17]。
- また伝統的に熊胆信仰が根強い韓国では、クマが実質的に絶滅状態であり、外国産のクマを飼育する熊農場が存在する[18]。韓国に限らず、アジアの各地で野生クマが減少しており、熊胆の採取も主な要因であるとされる。[19]
- 近代的な畜産によるクマの胆汁生産を行う国々がアジアにはあり、動物愛護の点において議論の的になっている[20][21]。

### 代替医薬品
- ウルソデオキシコール酸（ウルソ） - TUDCAからタウリンを加水分解したウルソデオキシコール酸（UDCA）は化学合成が可能となり、天然熊胆から切り替えた製薬会社もあり、日本ではウルソ剤という名で東京田辺製薬が1962年から販売を開始した[22]。
- 2009年までの富山大学では、「熊胆の代替品としての動物胆の有用性と安全性に関する研究」が行われ、牛胆を代替品に用いることが可能だと結論されている[23][24][25][26]。